# Голавський Франц Феліксович
Франц Феліксович Голавський (1866 р., слобода Нехворощ — ?) — дворянин Волинської губернії, меценат.

## Життєпис
Народився у слободі Нехворощ Барашівської волості Житомирського повіту Волинської губернії. З родових шляхтичів Королівства Польського.
19 жовтня 1886 року у Новоград-Волинському римо-католицькому костелі Вознесіння Святого Хреста ксьондзом Кжижановським вінчалися дворянин Франц Голавський, 20 років, неодружений, зі слободи Нехворощ з міщанкою Павліною Адамович, 22 років, з Андрієвичів. Обоє римо-католицького віросповідання. Батьки нареченого: дворяни Фелікс і Анна з дому Левковичів Голавських. Батьки нареченої: міщани Іван і Францішка з дому Залізків Адамовичів. Свідками були: Бенидикт Яндульський і Станіслав Голавський. Молода родина проживала в Нехворощах і займалась землеробством та тваринництвом.
28 листопада 1887 року у Барашівській римо-католицькій каплиці охрещено дитину Фелікса ксьондзом Спиридоном Пухальським, вікарієм Пулинської парафії Батьки дитини: дворяни Франц і Павліна з дому Адамовичів Голавскі зі слободи Нехворощ. Званими батьками були: Павло Бонковський з Феліксою Голавського дружиною. Відповідно до указу Сенату Росії за № 50 ві 31 грудня 1893 року Голавський Франц Феліксович записаний в частину 1 родової книги дворян Волинської губернії.
27 липня 1896 року у Барашівській римо-католицькій каплиці ксьондзом Спиридоном Пухальським, вікарієм Пулинської парафії, охрещено дитя на ім'я Іван. Батьки дитини: дворяни Франц і Павліна з дому Адамовичів Голавських зі слободи Нехворощ. Званими батьками були: Станіслав Голавський з Мальгоржатою Голавського дружиною. Згодом в цій родини народилися ще два сини, Томаш і Йосип. Згідно з указом Сенату Росії від 19 липня 1908 року сини Голавського Франца Феліксовича Фелікс та Іван внесені в частину 1 родової книги дворян Волинської губернії з видачею свідоцтва.
19 вересня 1903 року дворянин Голавський Франц Феліксович зробив добровільне пожертвування Барашівській римо-католицькій каплиці Пулинської парафії земельної ділянки власної землі в розмірі 5 десятин і 1200 кв. сажень. Вартість землі оцінена за місцевими цінам самим Голавським у сумі 2000 рублів.
Зі слів старожилів сусіднього села Верби за кошти Голавського Ф. Ф. в 1928 році був розроблений проєкт реконструкції колишнього Барашівського костелу Святого Антонія. Одначе проєкт не був здійснений за кількома причинами: проведення тотальної колективізації та посилення атеїстичної боротьби комуністичної влади проти християн.
Старший син Голавського Фелікс був одружений з Францішкою з дому Мержвинських і за наявними документами до 1917 року у них було четверо дітей: Антоній (28.11.1911), Анна (17.03. 1913), Пауліна (06.08.1914) і Кароліна (28.01.1916). Спочатку це сімейство проживало в Нехворощах, потім в колонії Стара Гута Барашівського району, а пізніше в Житомирі.
29 березня 1932 року Голавського Фелікса Францовича заарештували за статтею 54-10 УРСР, але через 21 день справу призупинили. Другий арешт відбувся 18 липня 1937 року. Його звинуватили в контрреволюційній діяльності. Постановою трійки при УНКВС Київської області від 28 серпня 1937 року Голавського Ф. Ф. розстріляли 19 вересня 1937 року в Житомирі. Реабілітований в 1962 році.
Син Томаш був одружений з Оленою з дому Висоцьких, у них було четверо дітей: Станіслав (01.07.1911), Ян (10.09.1914), Яніна (06.01.1913) і Розалія (22.08.1916). Спочатку жили в Нехворощах, а потім в колонії Кутузівка Горошківської волості.
Син Йосиф був одружений з Пауліною з дому Шишковських, у них був син Станіслав (07.09.1916) і донька Геновера (03.07.1914). Доля другого сина Івана невідома.
Дворянин Голавський Франц Феліксович 28.11.1915 року був свідком при вінчанні у Барашівській каплиці міщанина Вольського Антона Петровича зі слободи Вєровка Емільчинської волості та міщанки Камілії з дому Адамовичів слободи Сербинівка Барашівської волості. Молода дружина Вольського А. П. Камілія була племінницею Павліни Іванівни, дружини Голавського Ф. Ф.
На початку 60 років минулого століття Вольський А. П. про слободу Вєровку написав рукописи, котрі через більш ніж 50 років були оформлені у вигляді електронної книги під назвою «Слобода Веровка». Ця книга зареєстрована в електронному каталозі Житомирської обласної універсальної наукової бібліотеці імені Олега Ольжича.
Батьки дворянина Голавського Франца Феліксовича.
Батько: Фелікс Станіславович Голавський, дворянин Волинської губернії. Мати: Анна з дому Левковичів Голавська.
Дід: Станіслав Голавський. Народився 20.07.1793 року і охрещений в церкві Воскресіння Христового містечка Брусилів. Його батьки Стефан-Ігнатій і Марія Голавські пізніше проживали в Малі Чернявкі Брацлавського воєводства. Станіслав з синами Фомою-Стефаном, Йосипом, Феліксом, Адамом і Францем були записані в частину 1 родової книги Волинської губернії в 1858 році.
Прадід: Стефан-Ігнатій Голавський. Спочатку з родиною проживали в Гурках, а потім в Суслах.
Пра-прадід: Іван Голавський.
Пра-пра-прадід: Андрій, спадкоємець маєтності Голашин у Люблинському Воєводстві після смерті у 1670 році батька Маркіана. Разом з братами Іваном, Гаспарієм, Вікторином і Феофілом стали прямими спадкоємцями шляхетського роду Королівства Польського герба Ястшембець.

## Опис герба
На блакитному тлі золота підкова, повернута шипами вверх, всередині її срібний хрест, а над шоломом і короною яструб, який дивиться ліворуч, з прив'язаними до лап дзвіночками, держить таку ж підкову.